# Xinidium dentilabris
Xinidium dentilabris là một loài bọ cánh cứng trong họ Bọ hung (Scarabaeidae).